# Linea Minatomirai
La linea Minatomirai 21 (みなとみらい21線?, Minato-mirai-21-sen), comunemente conosciuta come linea Minatomirai (みなとみらい線?, Minatomirai-sen), è una linea metropolitana gestita dalla Ferrovia Yokohama Minatomirai che connette la stazione di Yokohama con la Chinatown di Yokohama passando per l'area di Minato Mirai 21. 
Nonostante la linea corra totalmente sottoterra e abbia effettivamente le caratteristiche di una metropolitana pesante, non è gestita dalla Metropolitana di Yokohama, essendo realizzata da una compagnia terza.

## Servizi
Le tariffe sulla linea variano dai 180 ai 200 yen. Con l'eccezione del primo treno del mattino che parte dalla stazione di Yokohama verso il capolinea sud, tutti i treni continuano sulla linea Tōkyū Tōyoko della Tōkyū Corporation collegando quindi in modo diretto Yokohama con Shibuya, a Tokyo, e quindi oltre, lungo la linea Fukutoshin della Tokyo Metro e oltre, verso la prefettura di Saitama. Gli espressi limitati che partono da Shibuya impiegano 33 minuti per raggiungere la Motomachi-Chūkagai.
In occasioni speciali, come le vacanze nazionali, le linee Hibiya e Namboku della metropolitana di Tokyo operano il treno speciale Minatomirai (みなとみらい号?), inizialmente chiamato Yokohama Mirai (横浜みらい号?). Dal 2013 inoltre la linea Fukutoshin offre servizi diretti dalla linea Minatomirai alla linea Tōbu Tōjō e alla linea Seibu Ikebukuro.

## Stazioni
| Numero stazione                              | Nome               | Giapponese   | L | E  | Ep | El | Collegamenti | Posizione | Posizione | Posizione  |
| Numero stazione                              | Nome               | Giapponese   | L | E  | Ep | El | Collegamenti | Quartiere | Città     | Prefettura |
| -------------------------------------------- | ------------------ | ------------ | - | -- | -- | -- | --- | --------- | --------- | ---------- |
| I treni continuano sulla linea Tōkyū Tōyoko. |                    |              |   |    |    |    | |           |           |            |
| MM01                                         | Yokohama           | 横浜         | ● | ●  | ●  | ●  | ■ Linea Yokohama ■Linea Negishi ■Linea Keihin-Tōhoku ■Linea Tōkaidō ■Linea Yokosuka ■Linea Shōnan-Shinjuku ■Linea Keikyū principale ■Linea Tōkyū Tōyoko Linea blu ■Linea Sagami principale | Nishi-ku  | Yokohama  | Kanagawa   |
| MM02                                         | Shin-Takashima     | 新高島       | ● | ｜ | ｜ | ｜ | | Nishi-ku  | Yokohama  | Kanagawa   |
| MM03                                         | Minatomirai        | みなとみらい | ● | ●  | ●  | ●  | | Nishi-ku  | Yokohama  | Kanagawa   |
| MM04                                         | Bashamichi         | 馬車道       | ● | ●  | ●  | ｜ | | Naka-ku   | Yokohama  | Kanagawa   |
| MM05                                         | Nihon-ōdōri        | 日本大通り   | ● | ●  | ●  | ｜ | | Naka-ku   | Yokohama  | Kanagawa   |
| MM06                                         | Motomachi-Chūkagai | 元町・中華街 | ● | ●  | ●  | ●  | | Naka-ku   | Yokohama  | Kanagawa   |

## Futuro
In futuro la linea potrebbe essere prolungata fino alla stazione di Negishi passando per l'area di Honmoku, contestualmente con l'estensione prevista della linea verde della metropolitana di Yokohama. Al momento, tuttavia, non sono ancora disponibili i fondi per l'estensione.